# Vlčice (kraj ołomuniecki)
Vlčice (niem. Wildschütz) – wieś gminna w północnej części Czech, w kraju ołomunieckim, w powiecie Jesionik. Historycznie położona jest na Czeskim Śląsku, w jego dolnośląskiej części.

## Historia
Miejscowość założono w 1248 - biskup wrocławski darował rycerzowi Vracivojovi 40 łanów, na których mieli osiedlić się przybysze z Polski, ale na niemieckim prawie. Wkrótce wieś rozrosła się i prawdopodobnie powstał też kościół. W XV wieku stanęła tutaj huta szkła, a w następnym stuleciu dwór obronny, browar ze słodownią i być może także huta żelaza.
Pod koniec XVI wieku Vlčice stały się własnością rodu von Maltitz, który rozpoczął akcję kontrreformacyjną. W 1791 kolejnymi właścicielami miejscowości stali się Schaffgotschowie. W 1836 w 182 domach żyło 1341 osób. W sąsiednich osadach, od 1850 tworzących jedną miejscowość, liczba mieszkańców kształtowała się następująco: Vojtovice (Woitzdorf) 278 osób w 41 domach, Nová Véska (Neudörfel) 117 osób w 17 domostwach, Hřibová (Pilzberg) 121 osób w 24 domach. W 1930 w całej gminie mieszkało 1661 ludzi, w tym 17 Czechosłowaków i 1629 Niemców. Niemal wszyscy byli rzymskimi katolikami.
Po 1945 majątki znacjonalizowano (Schaffgotschowie sprzedali swoje posiadłości w okresie międzywojennym, ostatnimi właścicielami m.in. dworu, gorzelni i fabryki marmolady była rodzina Schubert) a miejscowych Niemców wysiedlono do alianckich stref okupacyjnych, w związku z czym w okresie powojennym liczba mieszkańców skurczyła się o połowę. W latach 1985–1990 Vlčice były częścią gminy Javorník.
Spis z 2001 wykazał 459 osób, w tym 372 Czechów, Morawian i Ślązaków, 34 Słowaków, 23 Niemców i 1 Polaka.

## Zabytki
- kościół katolicki świętego Bartłomieja z lat 1732–1734; barokowy, powstał w wyniku przebudowy starszego kościoła drewnianego,
- pałac, pierwotnie gotycki zamek, około 1610 przebudowy na renesansową rezydencję. W XIX wieku ponownie przebudowy w style empire, w wyniku przebudowy w II połowie XX wieku zatracił cechy stylowe (należał wtedy do kopalni Paskov). Obok znajduje się park z 1845 oraz niewielki fragment (kilka metrów) dawnych murów pałacowych.

## Podział

### części gminy
- Bergov (Bergau)
- Dolní Les (Niederwald, do 1948 nazwa czeska Dolní Valteřice)
- Vlčice (Wildschütz)
- Vojtovice (Woitzdorf)

### gminy katastralne
- Dolní Les (96,79 ha)
- Vlčice u Javorníka (1622,34 ha)
- Vojtovice (145,51 ha)

## Osoby urodzone w Vlčicach
- Willibald Müller (1845-1919) – pisarz, dziennikarz i bibliotekarz[1],
- Josef Svoboda (1923-1967) – seryjny zabójca.